# Гайтнер, Курт фон
Курт фон Гайтнер (нем. Kurt von Geitner; 3 мая 1884 — 6 сентября 1968) — германский генерал-майор во время Второй мировой войны.

## Биография
Родился 3 мая 1884 года в семье помещика. В 1909 году женился на Хедвиг Коллмар, у пары родилось четверо детей, один из которых умер в детстве. 19 июля 1902 года Курт фон Гайтнер вступил в 5-й полевой артиллерийский полк Баварской армии в Ландау-ин-дер-Пфальц в звании фанен-юнкера. 29 января 1903 года ему было присвоено звание фендрика и он проходил обучение в Мюнхенском военном училище с 1 марта 1903 года по 3 февраля 1904 года. После завершения учёбы ему было присвоено звание лейтенанта 9 марта 1904 года. Следующие два с половиной года провёл на службе в своем полку, с 1 октября 1906 года по 31 июля 1907 года обучался в Баварском артиллерийском и инженерном училище. С 1 октября 1909 года проходил службу в должности адъютанта департамента в течение одного года, а затем в качестве полкового адъютанта в течение двух лет. 7 марта 1913 года ему было присвоено звание обер-лейтенант и поступил на учёбу в Баварскую военную академию. Однако ему пришлось бросить обучение из-за начала Первой мировой войны и связанного с этим закрытием военной академии.
В начале Первой мировой войны был назначен командиром взвода в своём полку и участвовал в боевых действиях на западном фронте. С 16 мая 1915 года исполнял обязанности командира роты и ему было присвоено звание гауптмана 9 августа 1915 года. За заслуги был награждён Королевством Бавария 27 сентября 1916 года Военным орденом Максимилиана Иосифа и с этого момента стал относиться к германской знати и имел титул Рыцарь Гайтнер. 13 сентября 1916 года был переведён в генеральный штаб 15-го резервного корпуса. После года службы был переведён в генеральный штаб Южной армии, а с 14 февраля 1918 года в генеральный штаб 19-й армии, где оставался до конца войны. После возвращения в Германию и демобилизации уволился с военной службы 16 июня 1919 года.
Затем изучал химию в Мюнхенском техническом университете и занимался бизнесом в Шнеберге в течение следующих лет. С 1 октября 1935 года вступил в резерв германской армии, ему было присвоено звание майора запаса в 31-м пехотном полку в Плауэне.
После начала Второй мировой войны Курт фон Гайтнер был призван на военную службу и с 8 сентября 1939 года являлся командиром 209-го пехотного полка. 16 февраля 1940 года стал заместителем командира генерального штаба 4-й армейским корпусом в Дрездене и вскоре после этого 11 апреля 1940 года был переведён на должность заместителя командующего 8-м армейским корпусом во Вроцлаве. 25 октября 1940 года ему было присвоено звание подполковника. С 18 июня 1941 года занимал должность начальника генерального штаба во Франкфурте-на-Одере, а два месяца спустя - одним из начальников генерального штаба группы армий «Центр». С 16 февраля по 4 июля 1942 года был переведен в руководящий резерв и ему было присвоено звание полковника 1 июня 1942 года. Затем стал начальником генерального штаба в оккупированной Сербии. 26 августа 1943 года было создано военное командование на юго-востоке, и 1 апреля 1944 года ему было присвоено звание генерал-майора. 1 ноября 1944 года был переведён в резерв. 29 января 1945 года назначен в командный состав вермахта.
После подписания акта о капитуляции Германии Курт фон Гайтнер был взят в плен военнослужащими Соединённых Штатов Америки. С середины мая 1947 года давал показания перед Международным военным трибуналом во время Нюрнбергского процесса над генералами юго-восточного фронта. С Курта фон Гайтнера были сняты обвинения в военных преступлениях и он был освобожден из-под стражи 19 февраля 1948 года.